# Philadelphia Ukrainians
El Philadelphia Ukrainians fue un equipo de fútbol de los Estados Unidos que militó en la desaparecida American Soccer League, la liga de fútbol más importante de EE. UU. durante mediados del siglo XX.

## Historia
Fue fundado en el año 1950 en la ciudad de Filadelfia, estado de Pensilvania con el nombre Unkranians Nationals por los inmigrantes ucranianos en el país. Fue el primer equipo al que le transmitían los partidos por Televisión en vivo y disputó el primer partido de fútbol bajo techo en el Atlantic City's Convention Center en Nueva Jersey.
En 1968 se cambió de nombre a Philadelphia Unkranians y sostuvo partidos amistosos ante los equipos Manchester United FC, Austria Wien, VfB Stuttgart, Wolverhampton Wanderers FC, Eintracht Frankfurt, Manchester City FC, Dundee FC y el Nottingham Forest FC, fue el segundo equipo de los Estados Unidos en jugar en los torneos de la Concacaf solo detrás del New York Hungaria, cambiaron su nombre por el de Philadelphia Ukrainians en 1968, fue campeón de la ASL en 6 ocasiones y ganó la Lamar Hunt U.S. Open Cup 4 veces y la PSLC 1 vez.
A nivel internacional participó en 2 torneos continentales, en la Copa de Campeones de la Concacaf del año 1964, donde se retiró de la competencia y en la de 1967, donde fue eliminado en semifinales por el que sería el campeón Alianza.
Desapareció en la Temporada de 1970 tras quedar campeón de Liga.

## Palmarés
- ASL: 6

1960-61, 1961-62, 1962-63, 1963-64, 1967-68, 1970
- Lamar Hunt U.S. Open Cup: 4

1959-60, 1960-61, 1962-63, 1965-66
- Philadelphia Soccer League: 1

1955-56

## Participación en competiciones de la Concacaf
- Copa de Campeones de la Concacaf: 2 apariciones

1964 - Abandonó el torneo
1967 - Semifinales

## Jugadores

### Jugadores destacados
- John Best
- Ivan Borodiak
- Walter Chyzowych
- Charles Duccilli
- Charlie McCully
- Randy Horton
- Yuriy Kulishenko
- Mike Noha
- Alan O'Neill
- Ostap Steckiw
- Wolodymyr Tarnawski
- Albert Trik

## Entrenadores
- Walter Bahr (1964-1969)